# Wotsch (Nördliche Keltma)
Die Wotsch (russisch Вочь) ist ein 151 km langer linker Nebenfluss der Nördlichen Keltma in der Republik Komi in Nordwestrussland.
Die Wotsch hat ihren Ursprung auf dem Nordrussischen Landrücken südlich der Grenze zwischen Republik Komi und der Region Perm. Sie fließt zuerst in nördlicher Richtung und später in überwiegend nordöstlicher Richtung, bevor sie auf die Nördliche Keltma trifft. Die Wotsch entwässert ein Areal von 1710 km². Das Frühjahrshochwasser bildet einen wesentlichen Anteil des Jahresabflusses. Der mittlere Abfluss am Pegel Werchnjaja Wotsch, 51 km oberhalb der Mündung, beträgt 14,6 m³/s.